# أليكس بال
أليكس بال (بالإنجليزية: Alex Ball)‏ (4 أغسطس 1981 ببرستل في المملكة المتحدة - ) هو لاعب كرة قدم بريطاني في مركز الدفاع. لعب مع نادي بريستول سيتي.

## وصلات خارجية
- أليكس بال على موقع قاعدة بيانات كرة القدم.إي يو (الإنجليزية)
- أليكس بال على موقع Soccerbase.com (لاعب) (الإنجليزية)